# Bomberman Hero
Bomberman Hero (ボンバーマンヒーロー　～ミリアン王女を救え!～, Bonbāman Hīrō ~Mirian-Ōjo wo Sukue!~, en català lit.: Bomberman Hero: Rescata la Princesa Millian!) és un videojoc d'acció en el qual és la continuació de Bomberman 64 per la Nintendo 64. Bomberman Hero és més avançat en temes de jugabilitat, com per exemple un gran increment en el nombre de nivells, caps, armes i personatges. Tanmateix, falta el mode multijugador i per això se centra en tota l'acció en el mode
un sol jugador.